# Valle de Guadalupe (Jalisco)
Valle de Guadalupe es una localidad del estado mexicano de Jalisco. Es cabecera del municipio de Valle de Guadalupe.

## Demografía
| Gráfica de evolución demográfica |
|                                  |

| Censo | Población |
| ----- | --------- |
| 1900  | 651       |
| 1910  | 977       |
| 1921  | 1 099     |
| 1930  | 1 143     |
| 1940  | 1 010     |
| 1950  | 1 559     |
| 1960  | 1 985     |
| 1970  | 2 213     |
| 1980  | 2 410     |
| 1990  | 3 650     |
| 2000  | 4 178     |
| 2010  | 4 492     |
| 2020  | 4 628     |